# Marcelino Carreazo
Marcelino Jr Carreazo Betin (El Carmen de Bolívar, 17 dicembre 1999) è un calciatore colombiano, attaccante svincolato.

## Carriera
Cresciuto nel settore giovanile dell'Once Caldas, ha debuttato in prima squadra il 1º aprile 2018, disputando l'incontro di Categoría Primera A vinto 3-2 contro il La Equidad.
Il 5 settembre 2022 è stato acquistato dai bulgari del CSKA Sofia.

## Statistiche

### Presenze e reti nei club
Statistiche aggiornate al 7 settembre 2022.
| Stagione           | Squadra            | Campionato         | Campionato | Campionato | Coppe nazionali | Coppe nazionali | Coppe nazionali | Coppe continentali | Coppe continentali | Coppe continentali | Altre coppe | Altre coppe | Altre coppe | Totale | Totale |
| Stagione           | Squadra            | Comp               | Pres       | Reti       | Comp            | Pres            | Reti            | Comp               | Pres               | Reti               | Comp        | Pres        | Reti        | Pres   | Reti   |
| ------------------ | ------------------ | ------------------ | ---------- | ---------- | --------------- | --------------- | --------------- | ------------------ | ------------------ | ------------------ | ----------- | ----------- | ----------- | ------ | ------ |
| 2018               | Once Caldas        | A                  | 26         | 1          | CC              | 9               | 1               |                    | -                  | -                  |             | -           | -           | 35     | 2      |
| 2019               | Once Caldas        | A                  | 24         | 5          | CC              | 2               | 0               | CS                 | 2                  | 0                  |             | -           | -           | 28     | 5      |
| 2020               | Once Caldas        | A                  | 20         | 4          | CC              | 2               | 1               |                    | -                  | -                  |             | -           | -           | 22     | 5      |
| 2021               | Once Caldas        | A                  | 35         | 5          | CC              | 1               | 0               |                    | -                  | -                  |             | -           | -           | 36     | 5      |
| gen.-set. 2022     | Once Caldas        | A                  | 16         | 3          | CC              | 4               | 0               |                    | -                  | -                  |             | -           | -           | 20     | 3      |
| Totale Once Caldas | Totale Once Caldas | Totale Once Caldas | 121        | 18         |                 | 18              | 2               |                    | 2                  | 0                  |             | -           | -           | 141    | 20     |
| 2022-2023          | CSKA Sofia         | 1L                 | 0          | 0          | CB              | 0               | 0               | UECL               | -                  | -                  |             | -           | -           | 0      | 0      |
| Totale carriera    | Totale carriera    | Totale carriera    | 121        | 18         |                 | 18              | 2               |                    | 2                  | 0                  |             | -           | -           | 141    | 20     |